# Michimalonco

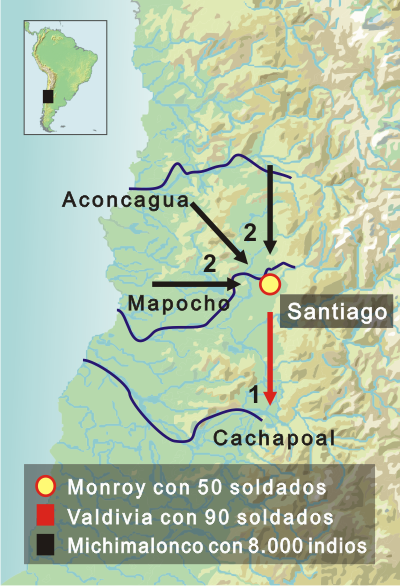

Michimalonco (fl. meados do século XVI) (michima significa "estrangeiro" e lonco significa "cabeça" ou "chefe" na língua mapudungun) foi um chefe picunche considerado um grande guerreiro.

## Primeiros anos
Nasceu por volta do ano 1500, provavelmente no Vale do Aconcágua. De acordo com as crônicas, ele recebeu educação na cidade de Cuzco, na época a capital do Império Inca. Foi investido como curaca junto com seu irmão Trangolonco. Ambos governaram boa parte do vale do Aconcágua como chefes locais, juntamente com o apúnchico (governador inca) Quilicanta.
Também deu as boas-vindas ao primeiro espanhol a chegar à zona central do que hoje é território chileno, Gonzalo Calvo de Barrientos, que havia deixado o vice-reinado do Peru.

## Santiago do Chile
Em 11 de setembro de 1541, Michimalonco atacou o recém-fundado assentamento espanhol de Santiago, no Chile, depois que sete caciques foram feitos reféns pelos espanhóis após uma revolta. Michimalonco liderou 8 000 a 20 000 homens, contra e 55 soldados mais 5 000 yanaconas auxiliares do lado espanhol. A defesa da cidade em menor número foi liderada por Inés de Suárez, uma conquistadora, enquanto o comandante Pedro de Valdivia estava em outro lugar. Grande parte da cidade foi destruída quando Suárez decapitou um dos caciques e mandou decapitar o resto para surpreender os nativos. Os nativos foram então expulsos pelos espanhóis.
Depois de lutar contra os espanhóis, ele fugiu para os vales da Cordilheira dos Andes. Lá se escondeu por alguns anos, mas com saudades de casa voltou ao vale e aliou suas forças com os espanhóis e foi lutar contra os mapuches no sul. 

## Morte
No ano de 1550, Michimalonco foi assassinado por Jerónimo de Alderete, após suspeitas de traição do caudilho, durante uma expedição de reconhecimento às terras ao sul do rio Biobío.